# Фрамбезия
Фрамбезия (известна още като тропическа фрамбезия, тимоза, тропическа папилома, паранги, буба, фрамбозия, и пиан) е тропическа инфекция на кожата, костите и ставите, причинена от спирохетната бактерия Treponema pallidum pertenue. Заболяването започва с кръгла, твърда подутина на кожата, с диаметър от 2 до 5 сантиметра. Центърът може да се спука и да образува язва. Тази първоначална кожна лезия обикновено зараства след три до шест месеца. След няколко седмици до няколко години е възможно усещане за болка в костите и ставите, може да се развие отпадналост и да се появят нови кожни лезии. Кожата на дланите на ръцете и долната част на ходилата може да загрубее и да се нацепи. Костите (особено тези на носа) могат да се деформират. След пет или повече години може да настъпи умъртвяване на кожата с последваща поява на белези.
Фрамбезията се разпространява чрез директен контакт с течността от лезия на заразен със заболяването човек. Контактът обикновено не е полов. Заболяването се среща най-често сред деца, които го разпространяват играейки заедно. Други свързани трепонемни заболявания са беджел (Treponema pallidum endemicum), пинта (Treponema pallidum carateum) и сифилис (Treponema pallidum pallidum). Фрамбезията често се диагностицира с появата на лезиите. Могат да се направят кръвни изследвания за антитела, но те не могат да разграничат предишните от настоящите инфекции. Полимеразната верижна реакция (PCR) е най-точният метод за диагностициране.
Превенцията се осъществява отчасти чрез лечение на заболелите, като по този начин се намалява рискът от предаване на заболяването. Когато заболяването е разпространено, ефект има лекуването на цялата общност. Подобряването на санитарно-хигиенните условия също намалява разпространението. Лечението обикновено включва антибиотици, включително: азитромицин перорално или бензатин пеницилин венозно. При липса на лечение, в 10% от случаите настъпват физически деформации.
Фрамбезията е често срещана в най-малко 14 тропически държави по данни към 2012 г. Заболяването засяга само хората. През 50-те и 60-те години на миналия век, Световната здравна организация (СЗО) почти премахна фрамбезията. От тогава броят на случаите се е увеличил и СЗО се опитва отново да премахне заболяването до 2020 г. Последната оценка за броя на хората, които са заразени, показва, че техният брой е бил над 500 000 през 1995. Въпреки че едно от първите описания на заболяването е направено през 1679 г. от Уилем Писо, археологичните доказателства показват, че вероятно фрамбезията се е срещала сред хората още преди 1,6 милиона години.